# Station Ludmierzyce
Station Ludmierzyce is een spoorwegstation in de Poolse plaats Ludmierzyce.